# Alejandro Aguilar
Alejandro Jesús Aguilar Bolaños (Alajuela, 10 ottobre 1990) è un ex calciatore costaricano, di ruolo attaccante.

## Carriera

### Club
Ha giocato nella massima serie costaricana.

### Nazionale
Nel 2013 ha esordito in nazionale.